# Megalomani
Megalomani, grandiositet, hybris eller storhetsvansinne, är ett psykiatriskt symtom som yttrar sig i förhöjd självkänsla, en vanföreställning där en person har en starkt orealistisk självuppfattning och ser sig som speciellt utkorad eller menad för stordåd. Megalomani kan vara ett tecken på psykos eller en personlighetsstörning.

## Fiktion
Ett känt men floskelartat exempel är den patient på en psykiatrisk vårdinrättning, vilken tror sig vara kejsar Napoleon I.  Bland fiktiva exempel på personer med megalomani är huvudpersonen Rodion Romanovitj Raskolnikov i Fjodor Dostojevskijs roman Brott och straff (1866) samt huvudpersonen Jan i Skrolycka i romanen Kejsarn av Portugallien (1914), av Selma Lagerlöf.